# Liechtenstein nos Jogos Olímpicos de Verão de 1952
Liechtenstein participou dos Jogos Olímpicos de Verão de 1952 na cidade de Helsinque, na Finlândia. Nessa edição dos jogos o país não teve medalhistas.